# كبوشي
الكبوشي أو السَّبُوس أو السَّاجو (الاسم العلمي: Cebus) (بالإنجليزية: Capuchins)‏ هو جنس من الحيوانات يتبع فصيلة السعادين الكبوشية الشكل من رتبة الرئيسيات.

## أنواع الكبوشي
- كبوشي أبيض المقدمة
- كبوشي ذو الخصل
- كبوشي أبيض الوجه
- كبوشي كابوري
- كبوشي أسود الخطوط
- كبوشي أسود
- كبوشي زيتوني
- كبوشي ذهبي البطن